# В'ялівське водосховище
 В'́ялівське водосховище  — невелике руслове водосховище на річці В'ялий, розташоване у Харківському районі Харківської області.
В'ялівське водосховище має об'єм 10 млн куб. метрів, площа 1,74 кв. кілометрів. Його довжина 5 км, максимальна ширина 0,6 км. Водосховище розташовано у Харківському районі Харківської області. Гребля водосховища розташована у села Циркуни, за 3 км від гирла річки В'ялий. Водосховище було створене в 1932 році, як резервне водосховище для міста Харків, в 1968 році водосховище було реконструйовано. В'ялівське водосховище з'єднується з Печенізьким водосховищем та м. Харків підземними водоводами. У сімдесяті роки XX сторіччя резервний комплекс був доповнений Муромським і Трав'янським водосховищами.
- Водосховище було побудовано у 30-х роках XX століття, у 1968 році була проведена реконструкція водосховища шляхом збільшення об'єму з 5 до 10 млн м3.
- Призначення — технічне водопостачання м. Харкова, рекреація.
- Вид регулювання — сезонне.

## Основні параметри водосховища
- нормальний підпірний рівень — 134,0 м;
- форсований підпірний рівень — 135,2 м;
- рівень мертвого об'єму — 124,3 м;
- повний об'єм — 10,0 млн м³;
- корисний об'єм — 9,7 млн м³;
- площа дзеркала — 174 га;
- довжина — 4,5 км;
- середня ширина — 0,4 км;
- максимальні ширина — 1,0 км;
- середня глибина — 5,7 м;
- максимальна глибина — 12,2 м.

## Основні гідрологічні характеристики
- Площа водозбірного басейну — 62,0 км².
- Річний об'єм стоку 50 % забезпеченості — 4,49 млн м³.
- Паводковий стік 50 % забезпеченості — 3,72 млн м³.
- Максимальні витрати води 1 % забезпеченості — 27,2 м³/с.

## Склад гідротехнічних споруд
- Глуха земляна гребля довжиною — 734 м, висотою — 15,2 м, шириною — 7 м.
- Водоскид докової конструкції із монолітного залізобетону. Підвідний канал трапецеідального січення з шириною по дну 18 м, шириною по дну 316 м.
- Водовідвідний канал трапецеідального січення довжиною 285 м, шириною по дну — 3 м.
- Донний водоспуск із двох сталевих труб діаметром 800 мм, довжиною 80 м, обладнаний засувками. Обслуговування засувками здійснюється через вертикальну шахту із збірного залізобетону, розташовану на верховому укосі греблі.

## Використання водосховища
Водосховище було побудовано для технічного водопостачання м. Харкова, та було резервуаром для накопичення води в системі водогону Старий Салтів — Лозовеньківське водосховище.